# Dare Devil Dive
Dare Devil Dive sont des montagnes russes de type Euro-Fighter du parc Six Flags Over Georgia, situé à Austell près d'Atlanta en Géorgie, aux États-Unis.

## Historique
L'attraction a été annoncée le 1er septembre 2010. Le parc a fait un blog qui permettait de suivre sa construction. En décembre 2010, le parc a publié une vidéo en images de synthèse du parcours. Elle a ouvert au public le 28 mai 2011.

## Parcours
Comme les autres montagnes russes Euro-Fighter, l'attraction a un lift hill vertical, qui a une hauteur de 29 mètres dans le cas de Dare Devil Dive. Après avoir atteint le sommet, le wagon fait une descente inclinée à 95 degrés. Sur le parcours, il y a trois inversions: un looping plongeant, un Immelmann et une heartline roll. Contrairement aux autres Euro-Fighter, qui ont des anses de sécurité, les wagons de Dare Devil Dive ont des barres de sécurité individuelles.